# JC Gonzalez
Juan Camilo Gonzalez, profesionalno poznat kao JC Gonzalez, kolumbijski je glumac i kantautor. Svoju karijeru započeo je 2009. godine, kada je sudjelovao u tv-reklamama u Teksasu. Gonzalez je također bio kandidat za MTV-jev reality show Making Menudo, za koji su odabrali dvadeset pet dvojezičnih muških pjevača. Gonzalez se pojavljivao i na filmu i televiziji, odnosno u serijama Parks and Recreation, Blue i Los Americans. 

## Rane godine
Gonzalez je rođen 1990. u Bogoti, Kolumbija. Ima dvoje mlađe braće i sestara. Gonzalez je bio hiperaktivno dijete te je stoga dobio nadimak "Terremoto"(Potres). Kada je imao sedam godina, Gonzalez i njegova obitelj preselili su se u Houston, Teksas, radi liječenja mlađeg brata.
Gonzalez je pohađao osnovnu školu u Gimnaziju Los Caobos u Bogoti u Kolumbiji i srednju školu Clements u Sugar Land-u, u Teksasu.
JC Gonzalez je okarakteriziran kao impulzivan, kako je navedeno na portalu 'Pantallazos de Noticias', tvrdeći da je to bila osobna karakteristika njegove bake po majci 'Candida Rueda', poznatije kao menadžerice hotela San Carlos Barrancabermeja (Santander, Kolumbija )
Umjetnik je također izjavio u nekoliko intervjua da mu je njegov brat Daniel jedan od glavnih motiva, koji je u velikoj mjeri prevladao bolest koja se zove Arthrogryposis Multiplex Congenita (AMC), te ga je naučio da bez napora nema nagrade, kaže pjevač.

## Karijera

### Glazba
Gonzalez je snimio izvorni materijal kao i remiks "El Perdón" Enriquea Iglesiasa i Nicky-ja Jam-a. Od 2016. godine Gonzalez je pripremio svoj debi solo album, AwakIn, koji će sadržavati pjesme na engleskom i španjolskom s mješavinom latinskih ritmova i američkog rap-a i pop-a.

### Televizija i film
Gonzalez je svoju glumačku karijeru započeo na televizijskim reklamama u Teksasu. Nakon svršetka srednje škole, Gonzalez je preselio u Los Angeles gdje je počeo raditi u reklamama i televizijskim serijama. Radio je televizijske reklame za Ford, Hondu i AT&T.
U siječnju 2007, Gonzalez je bio na audiciji za Making Menudo u Los Angelesu. Nije prošao dalje, pa je počeo pohađati satove plesa i prijavio se na audiciju za Dallas. U Dallasu ga je izabrao portorikanski pjevač Luis Fonsi i radio redatelj Daniel Luna, kao jednog od dvadeset pet sudionika koji su otišli u New York gdje su snimljeni u seriji Road to Menudo.
Konačno, 2007., za isti Making Menudo projekt, Gonzalez je izabran za dio žirija nove inačice benda Latino Boy Menudo. Bend je fuzija urbane, pop i rock glazbe na engleskom i španjolskom, koji je izdao nekoliko albuma s oznakom Sony BMG Epic Records. U raznim gradovima je održano nekoliko audicija poput Los Angelesa, Dallasa, Miamija, New Yorka, među ostalima. Gonzalez je sudjelovao na natjecanju u Dallasu gdje su zajedno s voditeljem radija Danielom Lunom odabrali različite natjecatelje, a Gonzalez je bio jedan od 25 izabranih.
Kao dio predstave, Gonzalez je skupa s četrnaest drugih budućih umjetnika, gotovo četiri mjeseca učio pjevanje i ples u South Beachu na Floridi.
Gonzalez je tijekom svoje glumačke karijere sudjelovao u web seriji Los Americans (2011), koju karakterizira više generacija u obitelji srednje klase koja živi u Los Angelesu. Tijekom serije, surađivao je s Esai Moralesom, Lupe Ontiveros, Tonyjem Planom, Raymondom Cruzom, Yvonne DeLaRos i Anne Villafañe. 
Godine 2009. Gonzalez se pojavio u seriji Parks and Recreation, u epizodi Sister City kao Jhonny, venecuelanski pripravnik.
Godine 2010. Gonzalez je odigrao glavnu ulogu u spotu za Kaya Rosenthal (Can't Get You Out of My Mind). Gonzalez se također pojavio u Locked Up Abroad, Hard Times, How to Rock, i Parenthood. Godine 2010. Gonzalez je odigrao ulogu u Victoriousu, u epizodi (Survival of the Hottest).
U Banged Up Abroad, JC Gonzalez se pojavio kao brat Lee McCord, koji je uhićen  u Bangladeškoj zračnoj luci zbog krijumčarenja droge. 
2010., u drugoj sezoni NBC komedija-drama serijala  Parenthood (sezona 2) u epizodi  Hard Times of RJ Berger Gonzalez je igrao ulogu plesača. 
Također u 2010, Gonzalez je surađivao s Arianom Grande u ulozi njezina ljubavnika u seriji Victorious u epizodi Survival of the Hottest. 
U Roditeljstvu (2. sezona) Gonzalez je igrao ulogu mladog čovjeka u epizodi Orange Alert. Tada u 2011, Gonzalez je radio u Big Time Strike epizodi Big Time Rush. 
Godine 2012, Gonzalez je igrao ulogu nogometaša nasilnika u How to Rock a Newscast američkoj teen komediji How to Rock koja se emitovala na Nickelodeon-u od 4. veljače do 8. prosinca 2012. 
Tijekom 2015. i 2018. godine istaknuti Gonzalezovi radovi uključili su ulogu "Jakea" u epizodi " Blue Christmas" američke televizijske serije NCIS: New Orleans, uloga "Kyle" u američkoj proceduralnoj dramskoj tv seriji  911 (TV serija) i pojavljivanje kao "DJ Diego Spice" u američkoj pravnoj drami u produkciji Amazon Studios na web TV-u Goliath (TV serija). 
Gonzalez je glumio u Los Americans, internetskoj seriji koja je emitirana u svibnju 2011. Godine 2013. Gonzalez se pojavio u web seriji Blue. Gonzalez je radio i na drugim web serijama, uključujući Ragdolls u 2013. godini. Godine 2015. Gonzalez je preuzeo ulogu Jakea u NCIS: New Orleans programu, u epizodi Blue Christmas.

## Osobni život
Gonzalez je odrastao u Sugar Land-u, Texas, predgrađu Houstona, a trenutno živi u Los Angelesu, u Kaliforniji. 

## filantropija
| Godina | Naslov                                                        | Uloga                                   | Bilješke                 |
| ------ | ------------------------------------------------------------- | --------------------------------------- | ------------------------ |
| 2009   | Second Coming                                                 | Policijski službenik (kao Juan Camillo) | Video                    |
| 2012   | Slumber Party Slaughter                                       | Randy                                   | Film                     |
| 2014   | 11:11                                                         | Ryan                                    | Kratki                   |
| 2015   | Elena                                                         | Victor                                  | Kratki                   |
| 2015   | Hot Flash: The Chronicles of Lara Tate – Menopausal Superhero | Cock Block                              | Film                     |
| 2017   | More Than Enough (izvorni naslov: Good After Bad)             | Collin                                  | Režiser: Anne-Marie Hess |
| 2018   | Ernesto's Manifesto                                           | Logan                                   | Film                     |

### Televizija
| Godina | Naslov                                | Uloga                        | Bilješke                                                                 |
| ------ | ------------------------------------- | ---------------------------- | ------------------------------------------------------------------------ |
| 2007   | Making Menudo                         | JC                           | MTV Reality Show                                                         |
| 2008   | Locked Up Abroad                      | Eliadah "Lia", McCordov brat | Epizoda: Bangladeš kanal National Geographic                             |
| 2009   | Parks and Recreation                  | Jhonny                       | Epizoda: Sister City                                                     |
| 2010   | The Hard Times of RJ Berger TV Serija | plesač s nožem               | Epizoda:The Berger Cometh                                                |
| 2010   | Pobednički                            | Ben                          | Epizoda: Survival of the Hottest                                         |
| 2010   | Roditeljstvo                          | Bratstvo mladić              | Epizoda: Orange Alert                                                    |
| 2011   | Big Time Rush                         | Costart                      | Epizoda: Big Time Strike                                                 |
| 2012   | How to Rock                           | Nogometaš Bully              | Epizoda: How to Rock a Newscast, TV serija                               |
| 2013   | RagDolls                              | Mateo                        | Epizode: Bésame Mucho; The Sexy Bra; Undercover Date Agent; The Pot Shop |
| 2014   | Nisam to učinio                       | Mike                         | Epizoda: Lindy Nose Best                                                 |
| 2015   | NCIS: New Orleans                     | Jake                         | Epizoda: Blue Christmas                                                  |
| 2018   | 9-1-1 (TV serija)                     | Kyle                         | TV serija                                                                |
| 2018   | Golijat (TV serija)                   | DJ Diego Spiz                | TV serija                                                                |

### Webisode
| Godina | Naslov                          | uloga           | bilješke |
| ------ | ------------------------------- | --------------- | --- |
| 2009   | Love Fifteen                    | Sin Cindy Lee   | Cindy Lee (Paola Turbay) |
| 2011   | Los Americans - Dennis E. Leoni | Paul Valenzuela | Epizode: Odlazak u Meksiko; Istina boli; Tajne; Ne vodi nas u iskušenje; Obiteljska baština; Nasljeđe; Riba i gosti; Sretan rođendan |
| 2013   | Blue (web serija)               | Hari            | Epizoda: Koja vrsta imena je plava? - Rodrigo Garcia                                                                                 |

### Reklame
| Reklama                                           | Uloga  | Kanal                        |
| ------------------------------------------------- | ------ | ---------------------------- |
| Honda Fit (engleski / španjolski)                 | Glavna | Nacionalni                   |
| Jack in the Box (španjolski)                      | Glavna | Nacionalni                   |
| Institut za oglašavanje Houston Community College | Glavna | Regionalni                   |
| Hasbro Nerf Vulkan                                | Glavna | Regionalni                   |
| Akademija sporta + na otvorenom                   | Glavna | Regionalni                   |
| Houston Community College                         | Glavna | Regionalni (institucionalni) |
| Nacionalni najam automobila                       | Glavna | Online                       |
| Fiesta Rock                                       | Glavna | Regionalni                   |
| Spojite EDU                                       | Glavna | Online                       |
| Nintendo Wii                                      | Glavna | Nacionalni                   |
| KFC                                               | Glavna | Nacionalni                   |
| AT & T                                            | Glavna | Nacionalni                   |
| Ford Focus                                        | Glavna | Nacionalni                   |

### Pjesme
| Godina | Naslov                 | Pozicija   | Pozicija | Album                     |
| Godina | Naslov                 | EEUU R & B | EEUU Rap | Album                     |
| ------ | ---------------------- | ---------- | -------- | ------------------------- |
| 2015   | Equation of Love       | -          | -        | Equation of Love – Single |
| 2015   | Quiet Game             | -          | -        | Quiet Game – Single       |
| 2015   | Cupid                  | -          | -        | AwakIN                    |
| 2015   | Zoom                   | -          | -        | Zoom - Single             |
| 2015   | Prendete               | -          | -        | AwakIN                    |
| 2016   | Solitary Conversations | -          | -        | 2Moons                    |
| 2016   | Luchando               | -          | -        | 2Moons                    |
| 2016   | Let me be me           | -          | -        | 2Moons                    |

## Vanjske poveznice
- Službena web-stranica
- JC Gonzalez na Internet Movie Database-u
- JC Gonzalez na YouTubeu
- na Instagramu
- na Facebooku